# Collegio uninominale Puglia - 06 (Camera dei deputati 2020)
Il collegio elettorale uninominale Puglia - 06 è un collegio elettorale uninominale della Repubblica Italiana per l'elezione della Camera dei deputati.

## Territorio
Come previsto dalla legge n. 51 del 27 maggio 2019, il collegio è stato definito tramite decreto legislativo all'interno della circoscrizione Puglia.
È formato dal territorio di 15 comuni della città metropolitana di Bari: Acquaviva delle Fonti, Alberobello, Altamura, Cassano delle Murge, Castellana Grotte, Gioia del Colle, Gravina in Puglia, Grumo Appula, Locorotondo, Noci, Poggiorsini, Putignano, Sammichele di Bari, Santeramo in Colle e Toritto e da 7 comuni della provincia di Taranto: Castellaneta, Ginosa, Laterza, Martina Franca, Mottola, Palagianello e Palagiano.
Il collegio è parte del collegio plurinominale Puglia - 03.

## Eletti
| Elezione | Elezione | Deputato      | Partito |
| -------- | -------- | ------------- | ------- |
|          | 2022     | Rossano Sasso | Lega    |

## Dati elettorali

### XIX legislatura
Come previsto dalla legge elettorale, 147 deputati sono eletti con sistema a maggioranza relativa in altrettanti collegi uninominali a turno unico.
| Candidati                                 | Candidati                   | Voti    | %     | Liste                          | Voti    | %     |
| ----------------------------------------- | --------------------------- | ------- | ----- | ------------------------------ | ------- | ----- |
|                                           | Rossano Sasso ✔️ Eletto     | 93 467  | 43,84 | Fratelli d'Italia              | 49 034  | 23,00 |
| Forza Italia                              | Rossano Sasso ✔️ Eletto     | 93 467  | 43,84 | 32 606                         | 15,30   |       |
| Lega per Salvini Premier                  | Rossano Sasso ✔️ Eletto     | 93 467  | 43,84 | 10 742                         | 5,04    |       |
| Noi moderati/Lupi - Toti - Brugnaro - UDC | Rossano Sasso ✔️ Eletto     | 93 467  | 43,84 | 1 085                          | 0,51    |       |
|                                           | Beatrice Ottaviani          | 54 330  | 25,49 | Movimento 5 Stelle             | 54 330  | 25,49 |
|                                           | Domenico Nisi               | 45 377  | 21,29 | Partito Democratico-IDP        | 34 348  | 16,11 |
| Alleanza Verdi e Sinistra                 | Domenico Nisi               | 45 377  | 21,29 | 5 876                          | 2,76    |       |
| +Europa                                   | Domenico Nisi               | 45 377  | 21,29 | 3 709                          | 1,74    |       |
| Impegno Civico - Centro Democratico       | Domenico Nisi               | 45 377  | 21,29 | 1 444                          | 0,68    |       |
|                                           | Rosalia Maria Lisi          | 11 335  | 5,32  | Azione - Italia Viva - Calenda | 11 335  | 5,32  |
|                                           | Vincenzo Stellaccio         | 3 437   | 1,61  | Italia Sovrana e Popolare      | 3 437   | 1,61  |
|                                           | Sabrina Mafalda Lanzillotti | 3 057   | 1,43  | Italexit                       | 3 057   | 1,43  |
|                                           | Preneste Anzolin            | 2 176   | 1,02  | Unione Popolare                | 2 176   | 1,02  |
| Totale                                    | Totale                      | 213 179 | 100   |                                | 213 179 | 100   |
|                                           |                             |         |       |                                |         |       |
| Schede bianche                            | Schede bianche              | 3 764   | 1,69  |                                |         |       |
| Schede nulle                              | Schede nulle                | 6 410   | 2,87  |                                |         |       |
| Votanti                                   | Votanti                     | 223 353 | 60,08 |                                |         |       |
| Elettori                                  | Elettori                    | 371 762 |       |                                |         |       |